# Camp de concentration de Moringen
Le camp de concentration de Moringen était situé à Moringen en Basse-Saxe.

## Présentation
D'avril à novembre 1933, c'était un camp réservé aux hommes. Les déportés ont été soit libérés soit transférés dans d'autres camps.
D'octobre 1933 à mars 1938, c'était un camp réservé aux femmes. Environ 1 350 femmes y ont été déportées. La part des Témoins de Jéhovah y était très importante (jusqu'à 90 %[réf. nécessaire]. Ce camp là a aussi été fermé et les détenus transférés à Lichtenburg.
À partir de juin 1940 et jusqu'à la fin de la guerre le camp a été réservé aux jeunes (entre 13 et 22 ans). Au moins 1 400 jeunes y ont été emprisonnés.
C'est le premier camp de cette sorte, créé à l'instigation de Reinhard Heydrich ; les jeunes étaient sélectionnés selon de supposés traits de caractère et critères biologiques et ensuite répartis en différents bâtiments:
- Bloc "d'observation" (B-Block)
- Bloc des "inaptes" (U-Block)
- Bloc des "gêneurs" (S-Block)
- Bloc des "ratés définitifs" (D-Block)
- Bloc des "ratés récupérables" (G-Block)
- Bloc des "rééduqués potentiels problématiques" (F-Block)
- Bloc des "rééduqués potentiels" (E-Block)
- Bloc Stapo (ST-Block) réservés aux opposants politiques (par exemple les "Swingjugend")

Moringen a été libéré le 9 avril 1945. Trois jours auparavant avait eu lieu une "évacuation" en direction du Harz.
Il existait deux autres camps similaires :
- Uckermark (près de Berlin) réservé aux jeunes filles et jeunes femmes.
- Łódź (en allemand Litzmannstadt)  réservés aux enfants et jeunes polonais.

## Détenus célèbres
- Wolfgang Grunewald
- Kasimir Tszampel
- Minna Faßhauer (de)
- Günther Discher (de) (qui appartenait au mouvement de résistance "Swingjugend")
- Heiner Fey
- Lotti Huber

### Sources et bibliographie
- (de) Cet article est partiellement ou en totalité issu de l’article de Wikipédia en allemand intitulé « KZ Moringen » (voir la liste des auteurs).
- (de) Guse, Martin: "Wir hatten noch gar nicht angefangen zu leben". Katalog zu den Jugendkonzentrationslagern Moringen und Uckermark. Liebenau & Moringen 1997.
- (de) Guse, Martin: Der Kleine, der hat sehr leiden müssen... Zeugen Jehovas im Jugend-KZ Moringen. In: Am mutigsten waren immer wieder die Zeugen Jehovas. Verfolgung und Widerstand der Zeugen Jehovas im Nationalsozialismus. Hg. v. Hans Hesse. Bremen 1998.
- (de) Haardt, Wolf Dieter: "Was denn, hier - in Moringen?!" Die Suche nach einem vergessenen KZ. In: Die vergessenen KZs? Gedenkstätten für die Opfer des NS-Terrors in der Bundesrepublik. Hg. v. Detlef Garbe. Bornheim-Mertenm 1983.  (ISBN 3-921521-84-X). S. 97-108.
- (en) Gabriele Herz: The Women's Camp in Moringen: A Memoir of Imprisonment in Germany, 1936-1937. Translated by Hildegard Herz and Howard Hartig. Edited and with an introduction by Jane Caplan. New York and Oxford: Berghahn Books, 2006. 183 S,  (ISBN 978-1-84545-077-9). (engl.) Rezension von Ursula Krause-Schmitt bei www.studienkreis-widerstand-1933-45.de
- (de) Hans Hesse: Das Frauen-KZ Moringen 1933-1938. Édition Temmen, Göttingen, 2000. 450 S.,  (ISBN 3-86108-724-3). Rezensiert für H-Soz-u-Kult von Michael Krenzer